# Phylica ambigua
Phylica ambigua är en brakvedsväxtart som beskrevs av Otto Wilhelm Sonder. Phylica ambigua ingår i släktet Phylica och familjen brakvedsväxter. Inga underarter finns listade i Catalogue of Life.